# Bowman (Tennessee)
Bowman – jednostka osadnicza w Stanach Zjednoczonych, w stanie Tennessee, w hrabstwie Cumberland.